# Mistrzostwa świata w szachach 1908

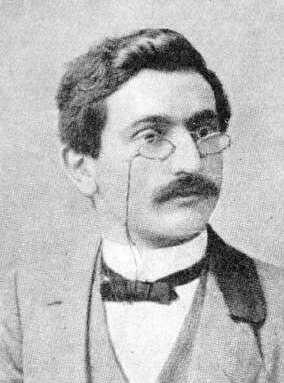
Mistrz świata 1908,
Emanuel Lasker

Mecz pomiędzy aktualnym mistrzem świata – Emanuelem Laskerem a jego głównym rywalem Siegbertem Tarraschem rozegrany w Düsseldorfie (pierwsze 4 partie) i Monachium w dniach 17 VIII – 30 IX 1908 r. z inicjatywy niemieckich kół szachowych.
Lasker i Tarrasch byli rywalami nie tylko przy szachownicy. Ich wzajemna nienawiść sprawiła, iż „świat szachowy” koniecznie chciał zorganizować mecz pomiędzy nimi, a przeznaczona na fundusz meczowy pokaźna suma 17 500 marek znalazła się stosunkowo gładko.

## Style gry przeciwników
Tarrasch był teoretykiem i dogmatykiem, święcie wierzącym w niewzruszoność pewnych ustanowionych przez niego samego „praw” i „tez”. Lasker był psychologiem, filozofem i bojownikiem. Jego zwycięstwo zinterpretowano jako triumf idei nad szablonem.

## Przebieg meczu
Zwycięzcą meczu miał zostać ten z graczy, który pierwszy wygra osiem partii. Już od samego początku mecz układał się pomyślnie dla Laskera. Wygrał on pierwsze dwie partie oraz IV, V, VII, XI, XIII i XVI. Przegrał III, X i XII. Przeświadczony o swej nieomylności Tarrasch popełniał liczne błędy, szczególnie w tych partiach, w których Lasker grał umyślnie „wbrew zasadom”.

## Wyniki w poszczególnych partiach
|                   | 1 | 2 | 3 | 4 | 5 | 6 | 7 | 8 | 9 | 10 | 11 | 12 | 13 | 14 | 15 | 16 | Punkty |
| ----------------- | - | - | - | - | - | - | - | - | - | -- | -- | -- | -- | -- | -- | -- | ------ |
| Emanuel Lasker    | 1 | 1 | 0 | 1 | 1 | ½ | 1 | ½ | ½ | 0  | 1  | 0  | 1  | ½  | ½  | 1  | 8      |
| Siegbert Tarrasch | 0 | 0 | 1 | 0 | 0 | ½ | 0 | ½ | ½ | 1  | 0  | 1  | 0  | ½  | ½  | 0  | 3      |